# Кенсінгтонський палац
Кенсінґто́нський пала́ц (англ. Kensington Palace; Кенсінґтон) — палац у західній частині Лондона, Кенсінгтоні.
У теперішній час Кенсінгтонський палац є офіційною резиденцією герцога і герцогині Глостерських, а також герцога і герцогині Кентських та їхніх нащадків.
Палац оточений Кенсінгтонськими садами, що є частиною Гайд-парку.

## Історія
Кенсінгтонський палац виник як приміський особняк графа Ноттінгемського.
Король Вільгельм III Оранський, якому надокучили мандрівки річкою у відносно віддалений Гемптон-корт, придбав палац у графа і довірив його переобладнання Кристоферу Рену. Дружина короля, королева Марія II померла в цьому палаці 1694 року.
За правління королеви Анни Стюарт було закладено регулярний парк площею бл. 30 акрів і зведено квіткову оранжерею (арх. Джон Ванбру, 1704).
Перші британські королі Ганноверської династії (у 1-й пол. XVIII ст.) вважали лондонський Сент-Джеймський палац занадто залюдненим, метушливим і старим, через що надавали перевагу майже постійному проживанню в Кенсінгтоні.
Після смерті короля Георга II в 1760 році палац переважно населяли представники молодших гілок панівної династії.
Саме тут народилась майбутня королева Вікторія, про що нагадує пам'ятник у саду.
Принцеса Діана офіційно вважалась хазяйкою цього палацу від моменту шлюбу в 1981 році й до самої своєї передчасної смерті в 1997 році.